# مکینزی اند کامپنی
مکینزی اند کامپنی (انگلیسی: McKinsey & Company) معتبرترین شرکت مشاور مدیریت جهانی است. این شرکت آمریکایی به منظور ارزیابی تصمیمات مدیریتی در بخش‌های دولتی و خصوصی تحلیل‌های کیفی و کمی انجام می‌دهد و در این میان ۸۰٪ از ابرشرکت‌های جهان و فهرست گسترده‌ای از دولت‌ها و سازمان‌های ناسودبر را در زمره مشتریان خود دارند. مکنزی به عنوان یکی از سخت ترین شرکت ها برای ورود و استخدام در سطح جهانی شناخته شده است و شبکه کارمندان سابق مکنزی یکی از ابعاد منحصربفرد این شرکت است. برای مثال تعداد مدیران ارشد اجرایی شرکت‌های فرچون ۵۰۰ که از کارکنان سابق مکنزی بوده‌اند از هر شرکت دیگری بیشتر است، فهرستی که مدیر عامل ارشد گوگل ساندار پیچای، مدیر ارشد عملیاتی شریل سندبرگ، مدیر ارشد اجرایی مورگان استنلی جیمز گورمن، و بسیاری دیگر را در بر می‌گیرد. فایننشال تایمز درآمد مک کینزی در سال ۲۰۱۸ را فرای ۱۰ میلیارد دلار برآورد کرده‌است.
مکنزی دارای ۱۲۷ دفتر در بیش از ۶۰ کشور در تمامی قاره‌های دنیا است. در حال حاضر، دفتر مرکزی این شرکت در مرکز تجارت جهانی سه در منهتن نیویورک قرار دارد.

## تاریخچه
جیمز مک کینزی شرکت مک کینزی‌اند کمپانی در سال ۱۹۲۶ در شیکاگو تأسیس کرد. مک کینزی تا پیش از آن استاد حسابداری در مدرسه بازرگانی دانشگاه شیکاگو بود. در سال ۱۹۳۵ این مؤسسه با شرکت ولینگتون‌اند کمپانی ادغام شد. این ادغام دو سال بیشتر دوام نیاورد و با مرگ مک کینزی در ۱۹۳۷ از هم پاشید. پس از مرگ مک کینزی گی کراکت و دیک فلچر مدیریت مؤسسه مک کینزی را برعهده گرفتند و آن را به یکی از معتبرترین شرکت‌های مشاوره دهنده جهان تبدیل کردند.